# نيت كيلي
نيت كيلي (بالإنجليزية: Nate Kelley)‏ هو طبال أمريكي، ولد في 15 فبراير 1978.

## وصلات خارجية
- نيت كيلي على موقع ميوزك برينز (الإنجليزية)
- نيت كيلي على موقع ديسكوغز (الإنجليزية)